# Vruchtzetting

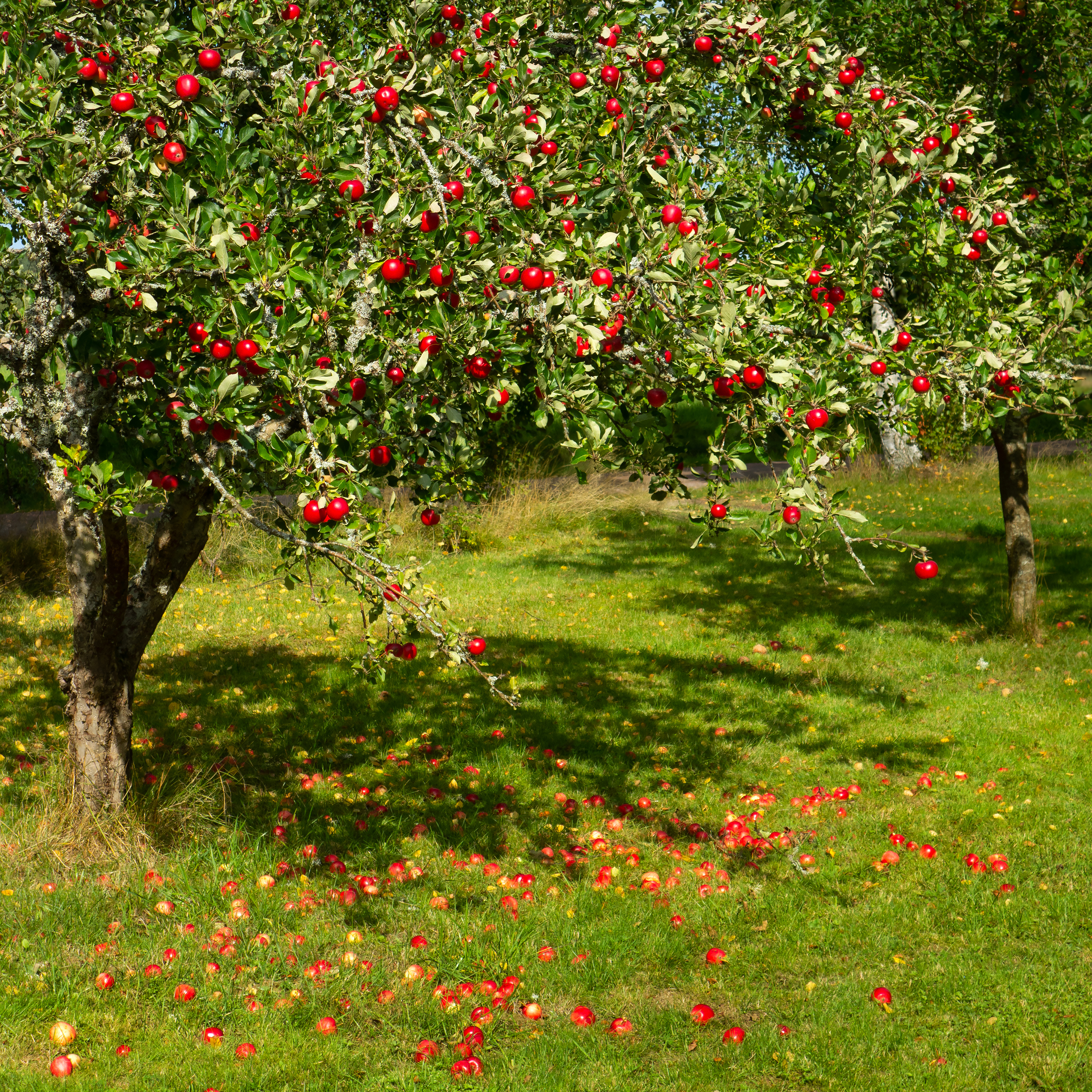
Een fructificerend exemplaar van eetappel (Malus ×domestica).

In de botanie wordt met de vruchtzetting of fructificatie de toestand bedoeld waarin de bloeiwijze van een vaatplant vruchten draagt. De vruchtzetting volgt na de bloei. Doorgaans vormt de vruchtzetting een fenologische fase die de belangrijkste periode betreft van de zaadverspreiding.

## Fotogalerij

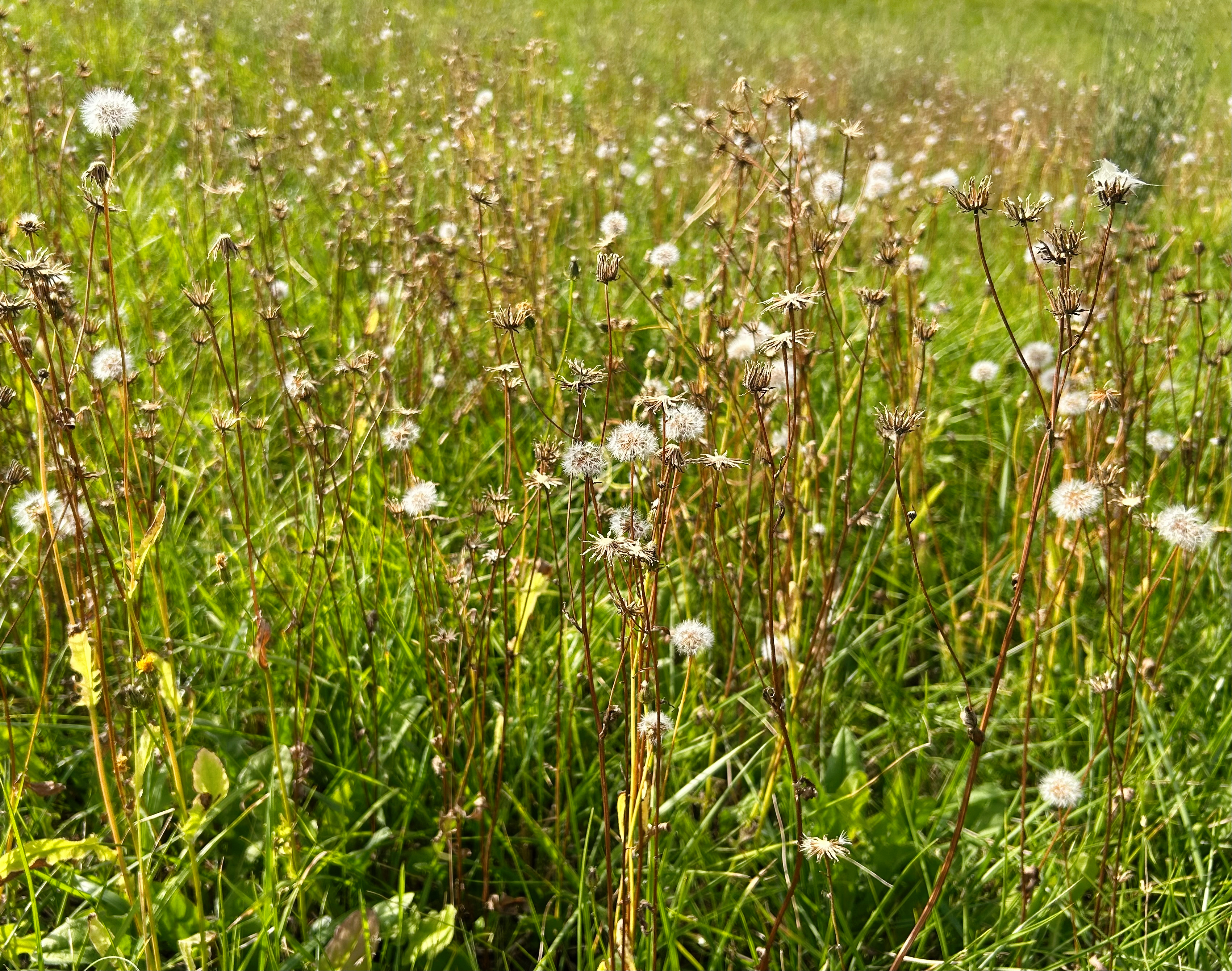
Vruchtzetting bij groot streepzaad